# Burns Junction
Burns Junction az Amerikai Egyesült Államok északnyugati részén, Oregon állam Malheur megyéjében, a U.S. Route 95 és az Oregon Route 78 csomópontjában elhelyezkedő önkormányzat nélküli település.

## Éghajlat
A település éghajlata félszáraz (a Köppen-skála szerint BSk).

## Fordítás
- Ez a szócikk részben vagy egészben  a   Burns Junction, Oregon című angol Wikipédia-szócikk ezen változatának fordításán alapul.  Az eredeti cikk szerkesztőit annak laptörténete sorolja fel. Ez a jelzés csupán a megfogalmazás eredetét és a szerzői jogokat jelzi, nem szolgál a cikkben szereplő információk forrásmegjelöléseként.